# أرتسة

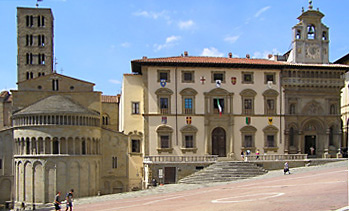
الساحة الكبرى ويظهر إلى اليسار كنيسة سانتا ماريا

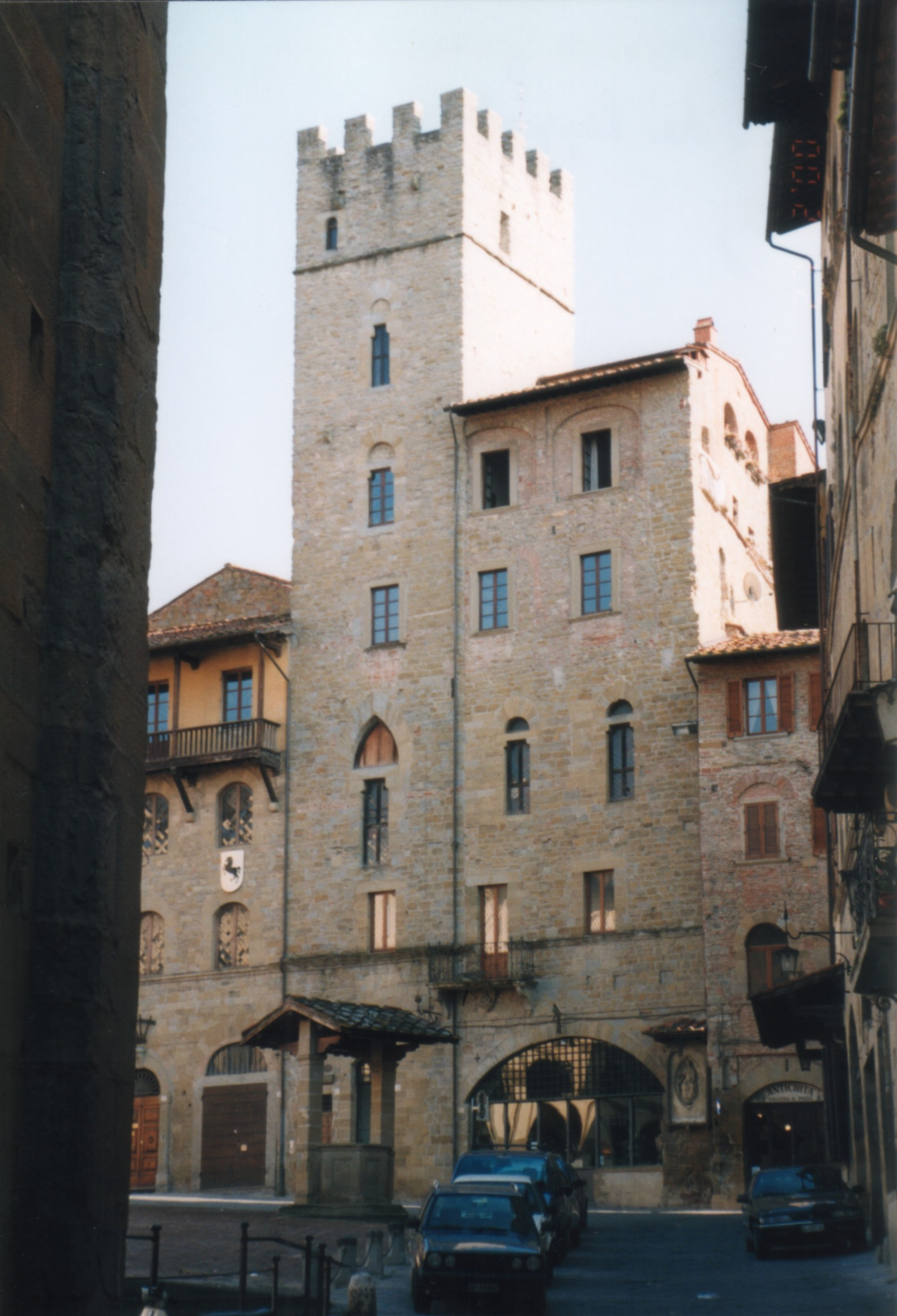
منزل لابولي

أرِتْسة أو (نقحرة: أريتسو) (بالإيطالية: Arezzo)‏، مدينة إيطالية عريقة في وسط إيطاليا ضمن إقليم تُسكانة وعاصمة مقاطعة أرِتسة، تقع جنوب شرق فلورنسا وتبعد عنها 84 كم سكانها 95.229 نسمة.

## الجغرافيا
تقع أرِتْسة يرد سفح تلة أعلى مجرى نهر أرنو. وتوجد في الجزء الأعلى من المدينة الكاتدرائية ودار البلدية والقلعة ميديشي (Fortezza Medicea)، وتخرج منها أفرع الشوارع الرئيسية صوب الجزء السفلي حيث بوابات. الجزء العلوي من البلدة يحتفظ بشواهد من القرون الوسطى بالرغم من إضافة لاحقة لعدد من الأبنية.

## التاريخ
أرِتْسة قد تكون واحدة من أهم اثني عشر موقعا للمدن الاترورية، أو كما تسمى دوديكابوليس Dodecapolis. ووصفها تيتوس ليفيوس بأنها واحدة من كبريات المدن الاتروسكان.

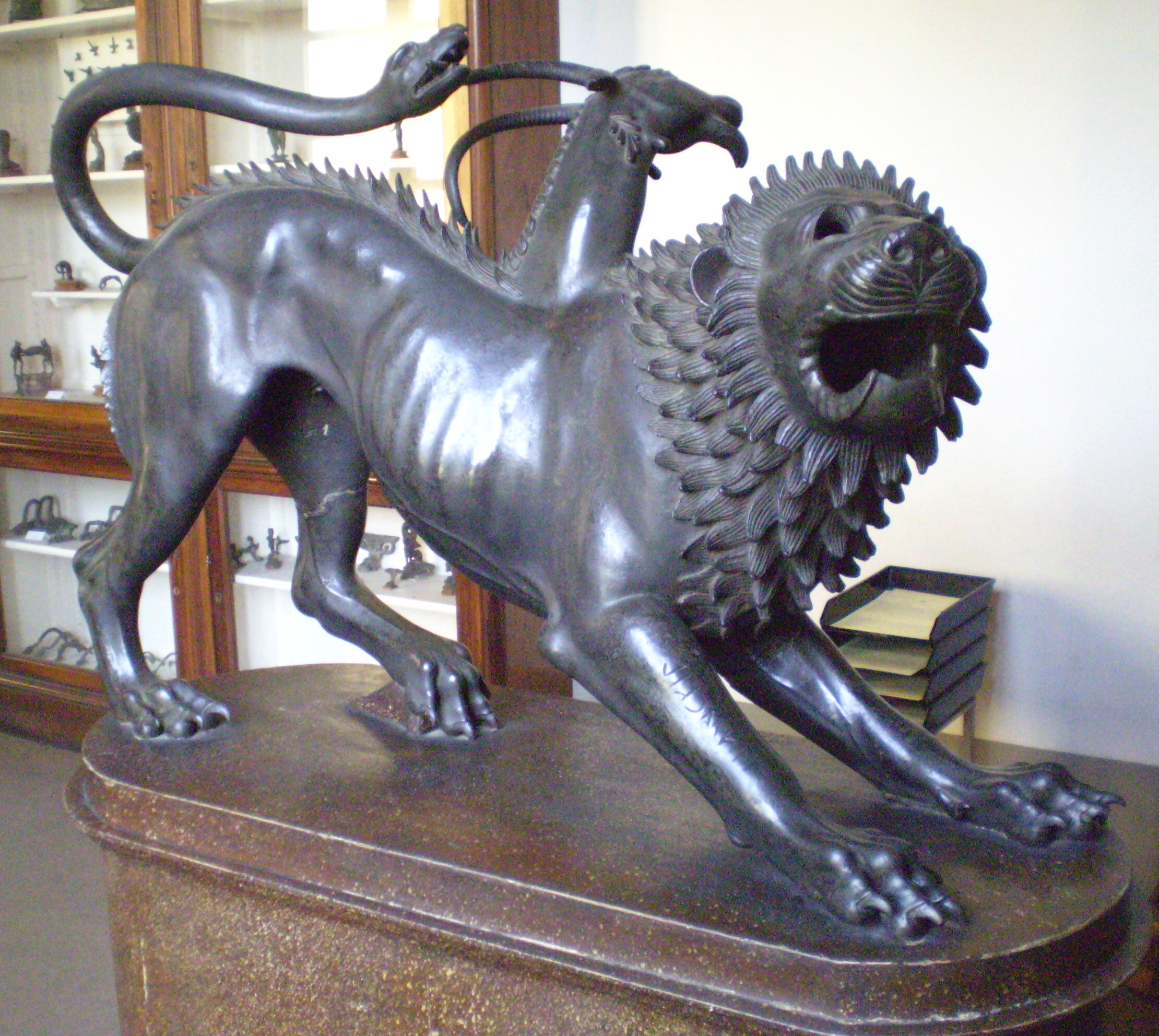
كيميرا أرِتْسة

على بقايا اترورية محصنة أسس أكروبولس سان كورنيليو على تلة صغيرة بالقرب من سان دوناتو. وهناك شواهد مهمة عن حقبة الأتروسكان كأجزاء من الجدران ومقبرة تقع على Poggio del Sole (ولا يزال اسمها «تلة الشمس») وأشهرها تمثلان من البرونز وهما «كيميرا أرِتْسة» (القرن الخامس قبل الميلاد) و«مينرفا» (القرن الرابع الميلاد) الذي اكتشف في القرن السادس عشر وأخذ إلى فلورنسا. زيادة الروابط التجارية مع اليونان أعطت نخبة البضائع إلى نبلاء أرِتْسة الأتروسكان: رسم الفنان اليوناني يوفرونيوس على جرة أثرية عام 510 ق.م معركة ضد الأمازونيات وهي فريدة من نوعها (موجودة في المتحف المدني - أرِتْسة).
غزاها الرومان عام 311 ق.م، وأصبحت أريتيوم Arretium محطة العسكرية على طريق كاسيا طريق التوسع لجمهورية روما إلى حوض نهر بو. صفت أريتيوم إلى جانب ماريوس في الحرب الأهلية الرومانية، وانتصر سولا وأقام مستعمرة من قدامى المحاربين في المدينة النصف مدمرة باسم Arretium Fidens («أريتيوم المخلصة»).. وظلت الأرستقراطية الاترورية القديمة مستمرة: كايوس كلينيوس ميكايناس الملقب ب«راعي الفنون» كان من نبلاء أرِتْسة الاتروسكان. واصلت المدينة الازدهار وأصبحت ثالث أكبر مدينة في إيطاليا في الفترة حكم اغسطس واشتهرت بوجه خاص بالتصدير على نطاق واسع للمصنوعات الفخار. بأسلوب صمم ومزج الطريقة الأتريتسية وطريقة بوكيرو الصلصال الغامق والزهريات المطلية بالأحمر (ما يسمى الزهريات المرجانية).

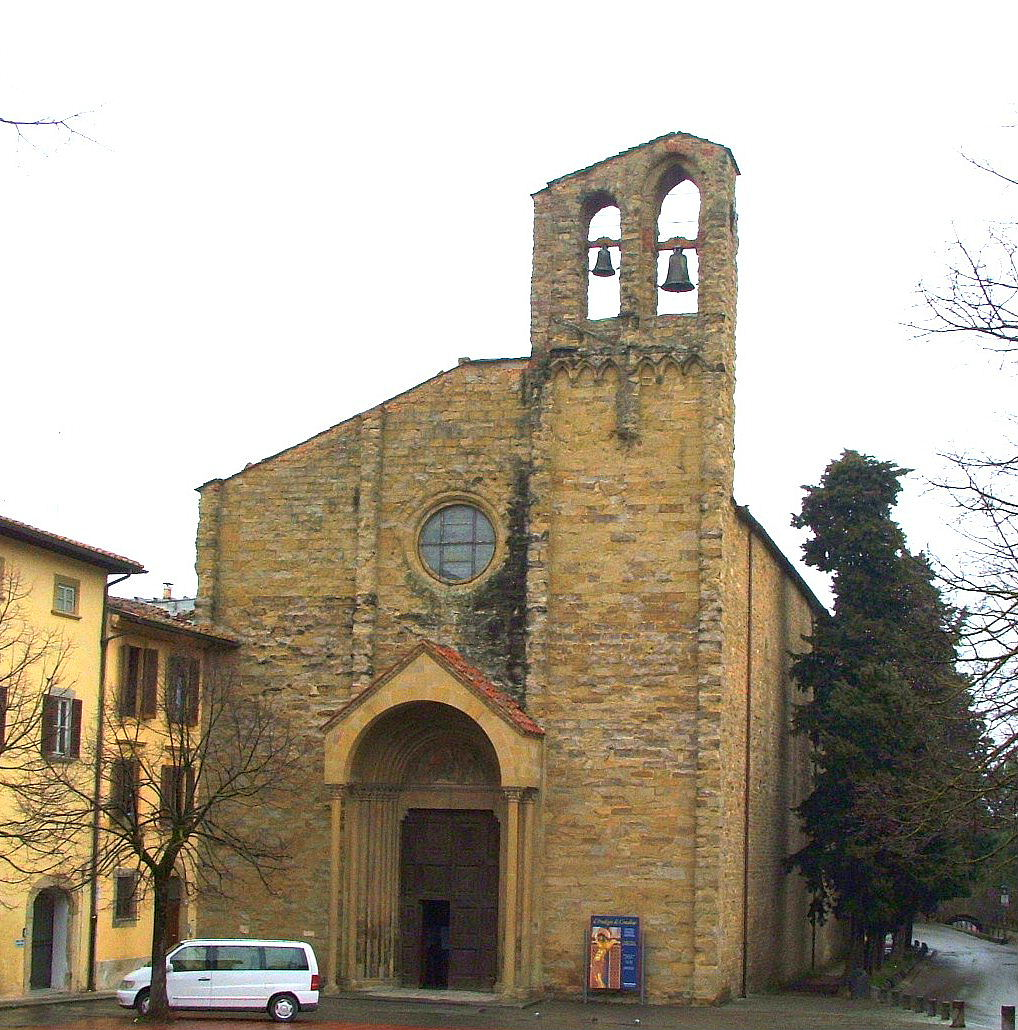
كنيسة سان دومينيكو

من القرن الثالث إلى القرن الرابع، أرِتْسة أصبح مقعد الاسقفيه: وه ي من المدن القليلة التي تعاقب عليها أساقفة معروفين بالاسم دون انقطاع حتى يومنا الحاضر، ويرجع ذلك جزئيا إلى إنهم كانوا إقطاعيي المدينة في القرون الوسطى. دمرت المدينة الرومانية جزئيا من خلال الحرب القوطية ومن الغزو من اللومبارديين، وفككت جزئيا كما في أماكن أخرى في جميع أنحاء أوروبا، وأعيد استخدام الأحجار للتحصينات الأريتسية. وبقي فقط المدرج.

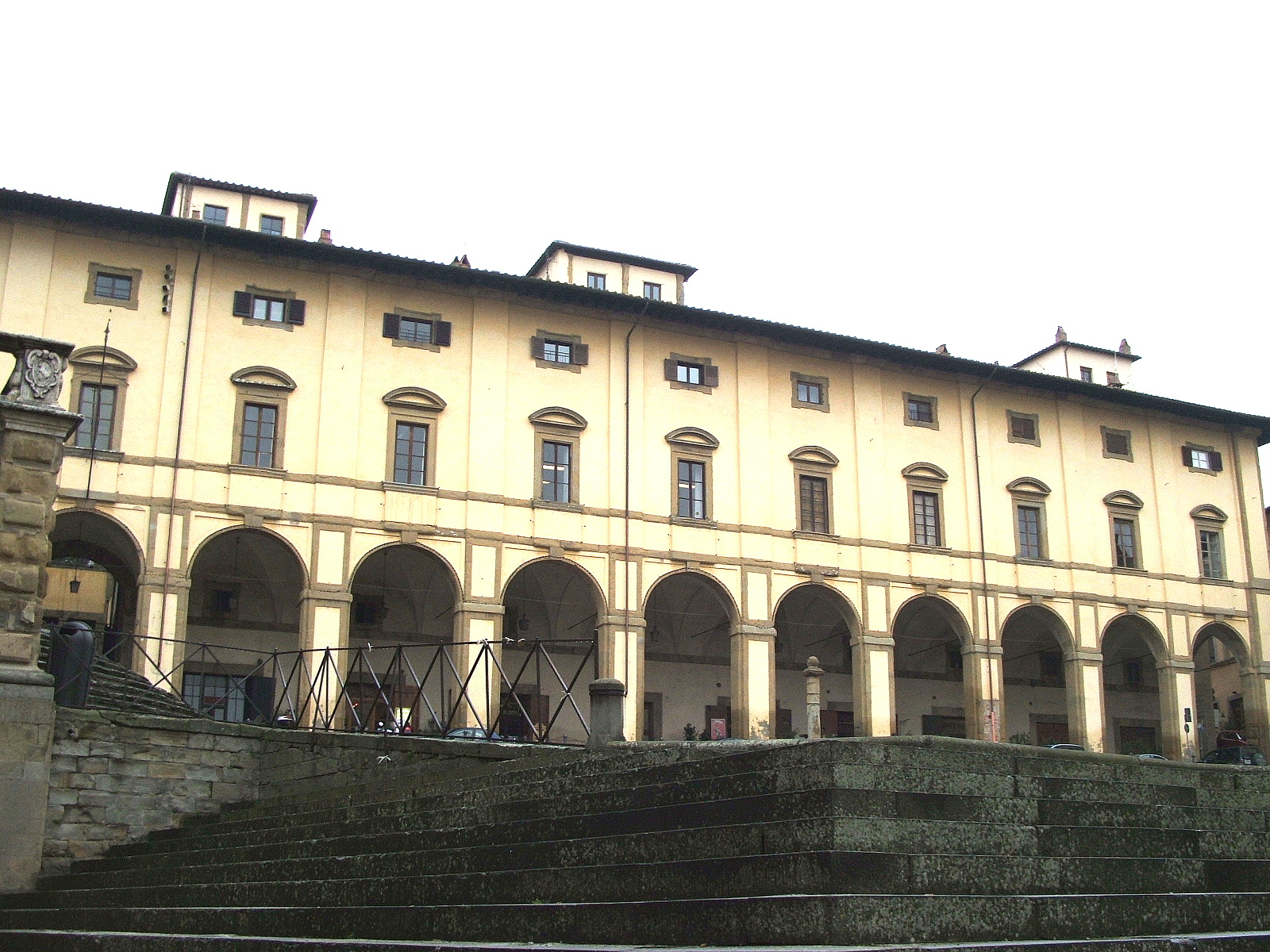
أروقة فازاري في ساحة الكبرى

تخلصت بلدية مستقلة أرِتْسة من تحكم الأساقفة من عام 1098 وحتى 1384، وكانت تميل لحزب الغيبلينيين عموماً، ضد فلورنسا المؤيدة لحزب الغويلفيين المناوئ. في عام 1252 أسست المدينة عن جامعتها Studium. وبعد الهزيمة في معركة كامبالدينو (1289) والتي شهدت مقتل الأسقف غولييلمينو أومبيرتيني، بدأ حظ غيبلينيي أرِتْسة بالانحسار، باستثناء فترة قصيرة تحت حكم عائلة تارلاتي، وأهمهم غويدو تارلاتي الذي أصبح الأسقف في عام 1312 وأقام علاقات جيدة مع الحزب الغيبليني، والتمس تارلاتي الدعم من التحالف مع فورلي وحكامها آل أورديلافي ولكن عبثا: فاستسلمت أرِتْسة للسيطرة الفلورنسية في عام 1384 ؛ فغُمر تاريخها بتاريخ فلورنسا ودوقية توسكانا تحت حكم آل ميديشي. وخلال هذه الفترة عمل الفنان بييرو ديلا فرانشيسكا في كنيسة سان فرانشيسكو دى أرِتْسة منتجا أعمال جصية رممت مؤخرا، وهي أشهر الأعمال في أرِتْسة، ولكن بعد ذلك بدأت المدينة في الإضمحلال اقتصاديا وثقافيا، وأدى ذلك للمحافظة على مركزها العائد إلى العصور الوسطى.

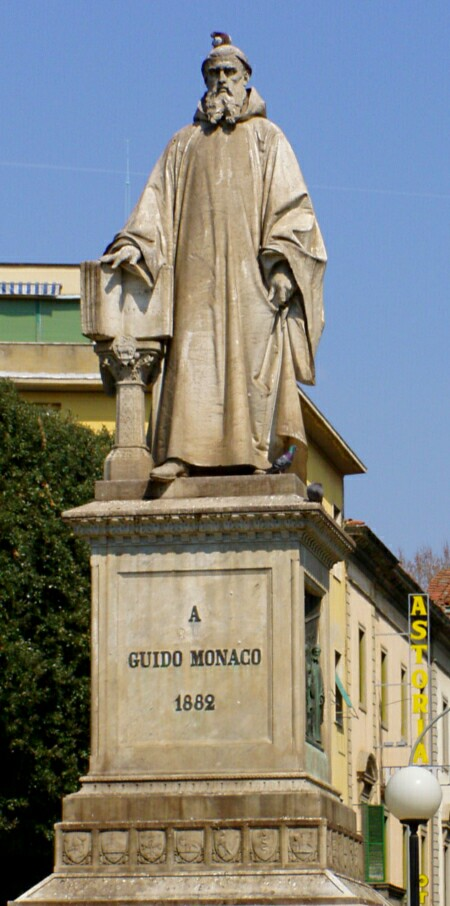
تمثال غويدو موناكو في الساحة المسماة باسمه

في القرن الثامن عشر جففت مستقعات فال دي كيانا المجاورة في جنوب أرِتْسة للقضاء على ملاريا. وفي نهاية القرن غزت أرِتْسة القوات الفرنسية بقيادة نابليون بونابرت، لكن المدينة سرعان ما تحولت إلى قاعدة للمقاومة ضد الغزاة مع حركة «فيفا ماريا»: وأكسب هذا المدينة دور عاصمة المقاطعة. في عام 1860 أصبحت أرِتْسة جزءا من مملكة إيطاليا الموحدة. تعرضت مباني المدينة إلى أضرار جسيمة خلال الحرب العالمية الثانية.

## السكان
في سنة 1861 بلغ عدد السكان 37٬100 نسمة، وتطور العدد ليصل في سنة 2015 لـ 99٬543 نسمة.
يظهر هذا المخطط البياني تطور النمو السكاني لـ أرتسة 